# Episodi di Kindaichi shōnen no jikenbo
Questa è la lista degli episodi televisivi dell'anime Kindaichi shōnen no jikenbo, prodotto da Toei Animation, trasmesso da Nippon Television e tratto dall'omonimo manga scritto da Yōzaburō Kanari e Seimaru Amagi ed illustrato da Fumiya Satō. Una prima serie animata, diretta da Daisuke Nishio, conta 148 episodi, più uno special tra l'episodio 23 e l'episodio 24, ed è stata trasmessa dal 7 aprile 1997 all'11 settembre 2000. Due nuovi special sono stati trasmessi il 12 e il 19 novembre 2007. La seconda serie, intitolata Kindaichi shōnen no jikenbo R (returns) e diretta da Yutaka Tsuchida, è divisa in due stagioni: la prima, di 25 episodi, è stata trasmessa dal 5 aprile al 27 settembre 2014; la seconda stagione andrà in onda dal 3 ottobre 2015.

## Legenda
Per ogni episodio è indicata la storia del manga o di altri media da cui è tratto, con le seguenti abbreviazioni:
- F=File, per i casi delle serie lunghe, che hanno numerazione continua, seguito dal numero del caso. I casi della Case Series hanno anche l'indicazione C=Case seguita da un numero, appartenente alla numerazione che comprende solo i casi di tale serie, da 1 a 7
- SFS=Short File Series, seguito da V=volume, con il numero del volume, e da C=capitolo, con i numeri dei capitoli: il trattino (-) significa "da...a"
- AFS-K= prima serie della Akechi File Series, intitolata Akechi keishi no yūga naru jikenbo, seguito da F=File, con il numero del file
- AFS-S= seconda serie della Akechi File Series, intitolata Akechi shōnen no karei naru jikenbo, seguito da F=File, con il numero del file
- SS-B= storia breve della Shinshirīzu ("Nuova serie"), seguito da V=volume, con i(l) numero/i del/i volume/i in cui è stata raccolta la storia breve
- LN=Light novel, seguito dal/i numero/i della/e light novel
- CDB=CD book (audiolibro), seguito dal numero del CD book
- Anime original= scritto appositamente per l'anime (tali episodi sono detti anche filler)

## Prima serie
| Nº       | Titolo italiano (traduzione letterale) Giapponese 「Kanji」 - Rōmaji | In onda           | In onda |
| Nº       | Titolo italiano (traduzione letterale) Giapponese 「Kanji」 - Rōmaji | Giapponese        |         |
| 1        | Il caso dell'omicidio delle sette meraviglie della scuola - File 1 「「学園七不思議殺人事件」ファイル1」 - Gakuen nanafushigi satsujin jiken - Fairu 1                                                               | 7 aprile 1997     |         |
| 1        | F4 |                   |         |
| 2        | Il caso dell'omicidio delle sette meraviglie della scuola - File 2 「「学園七不思議殺人事件」ファイル2」 - Gakuen nanafushigi satsujin jiken - Fairu 2                                                               | 14 aprile 1997    |         |
| 2        | F4 |                   |         |
| 3        | Il caso dell'omicidio delle sette meraviglie della scuola - File 3 「「学園七不思議殺人事件」ファイル3」 - Gakuen nanafushigi satsujin jiken - Fairu 3                                                               | 21 aprile 1997    |         |
| 3        | F4 |                   |         |
| 4        | Il caso dell'omicidio della sirena del lago Hiren - File 1 「「悲恋湖伝説殺人事件」ファイル1」 - Hirenko densetsu satsujin jiken - Fairu 1                                                                           | 28 aprile 1997    |         |
| 4        | F6 |                   |         |
| 5        | Il caso dell'omicidio della sirena del lago Hiren - File 2 「「悲恋湖伝説殺人事件」ファイル2」 - Hirenko densetsu satsujin jiken - Fairu 2                                                                           | 5 maggio 1997     |         |
| 5        | F6 |                   |         |
| 6        | Il caso dell'omicidio della sirena del lago Hiren - File 3 「「悲恋湖伝説殺人事件」ファイル3」 - Hirenko densetsu satsujin jiken - Fairu 3                                                                           | 12 maggio 1997    |         |
| 6        | F6 |                   |         |
| 7        | Il caso dell'omicidio del castello delle bambole di cera - File 1 「「蝋人形城殺人事件」ファイル1」 - Rōningyō-jō satsujin jiken - Fairu 1                                                                           | 19 maggio 1997    |         |
| 7        | F12 |                   |         |
| 8        | Il caso dell'omicidio del castello delle bambole di cera - File 2 「「蝋人形城殺人事件」ファイル2」 - Rōningyō-jō satsujin jiken - Fairu 2                                                                           | 26 maggio 1997    |         |
| 8        | F12 |                   |         |
| 9        | Il caso dell'omicidio del castello delle bambole di cera - File 3 「「蝋人形城殺人事件」ファイル3」 - Rōningyō-jō satsujin jiken - Fairu 3                                                                           | 2 giugno 1997     |         |
| 9        | F12 |                   |         |
| 10       | L'omicidio commesso dal ladro gentiluomo - File 1 「「怪盗紳士の殺人」ファイル1」 - Kaitō shinshi no satsujin - Fairu 1                                                                                              | 9 giugno 1997     |         |
| 10       | F13 |                   |         |
| 11       | L'omicidio commesso dal ladro gentiluomo - File 2 「「怪盗紳士の殺人」ファイル2」 - Kaitō shinshi no satsujin - Fairu 2                                                                                              | 16 giugno 1997    |         |
| 11       | F13 |                   |         |
| 12       | L'omicidio commesso dal ladro gentiluomo - File 3 「「怪盗紳士の殺人」ファイル3」 - Kaitō shinshi no satsujin - Fairu 3                                                                                              | 23 giugno 1997    |         |
| 12       | F13 |                   |         |
| 13       | Il caso dell'omicidio dell'isola Hihō - File 1 「「悲報島殺人事件」ファイル1」 - Hihōtō satsujin jiken - Fairu 1 | 30 giugno 1997    |         |
| 13       | F5 |                   |         |
| 14       | Il caso dell'omicidio dell'isola Hihō - File 2 「「悲報島殺人事件」ファイル2」 - Hihōtō satsujin jiken - Fairu 2 | 7 luglio 1997     |         |
| 14       | F5 |                   |         |
| 15       | Il caso dell'omicidio dell'isola Hihō - File 3 「「悲報島殺人事件」ファイル3」 - Hihōtō satsujin jiken - Fairu 3 | 14 luglio 1997    |         |
| 15       | F5 |                   |         |
| 16       | Il caso dell'omicidio della suite del diavolo - File 1 「「悪魔組曲殺人事件」ファイル1」 - Akuma kumikyoku satsujin jiken - Fairu 1                                                                                  | 21 luglio 1997    |         |
| 16       | CDB 1 |                   |         |
| 17       | Il caso dell'omicidio della suite del diavolo - File 2 「「悪魔組曲殺人事件」ファイル2」 - Akuma kumikyoku satsujin jiken - Fairu 2                                                                                  | 28 luglio 1997    |         |
| 17       | CDB 1 |                   |         |
| 18       | Il caso dell'omicidio della villa dei meccanismi Hida - File 1 「「飛騨からくり屋敷殺人事件」ファイル1」 - Hida karakuri yashiki satsujin jiken - Fairu 1                                                            | 4 agosto 1997     |         |
| 18       | F9 |                   |         |
| 19       | Il caso dell'omicidio della villa dei meccanismi Hida - File 2 「「飛騨からくり屋敷殺人事件」ファイル2」 - Hida karakuri yashiki satsujin jiken - Fairu 2                                                            | 11 agosto 1997    |         |
| 19       | F9 |                   |         |
| 20       | Il caso dell'omicidio della villa dei meccanismi Hida - File 3 「「飛騨からくり屋敷殺人事件」ファイル3」 - Hida karakuri yashiki satsujin jiken - Fairu 3                                                            | 18 agosto 1997    |         |
| 20       | F9 |                   |         |
| 21       | Il caso dell'omicidio del teatro dell'opera - File 1 「「オペラ座館殺人事件」ファイル1」 - Opera-za kan satsujin jiken - Fairu 1                                                                                     | 25 agosto 1997    |         |
| 21       | F1 |                   |         |
| 22       | Il caso dell'omicidio del teatro dell'opera - File 2 「「オペラ座館殺人事件」ファイル2」 - Opera-za kan satsujin jiken - Fairu 2                                                                                     | 1º settembre 1997 |         |
| 22       | F1 |                   |         |
| 23       | Il caso dell'omicidio del teatro dell'opera - File 3 「「オペラ座館殺人事件」ファイル3」 - Opera-za kan satsujin jiken - Fairu 3                                                                                     | 8 settembre 1997  |         |
| 23       | F1 |                   |         |
| Speciale | Il caso dell'omicidio dell'ospedale del dio della morte 「死神病院殺人事件」 - Shinigami byōin satsujin jiken | 13 ottobre 1997   |         |
| Speciale | CDB 2 |                   |         |
| 24       | L'omicidio commesso dal ragazzo Kindaichi - File 1 「「金田一少年の殺人」ファイル1」 - Kindaichi shōnen no satsujin - Fairu 1                                                                                        | 20 ottobre 1997   |         |
| 24       | F10 |                   |         |
| 25       | L'omicidio commesso dal ragazzo Kindaichi - File 2 「「金田一少年の殺人」ファイル2」 - Kindaichi shōnen no satsujin - Fairu 2                                                                                        | 27 ottobre 1997   |         |
| 25       | F10 |                   |         |
| 26       | L'omicidio commesso dal ragazzo Kindaichi - File 3 「「金田一少年の殺人」ファイル3」 - Kindaichi shōnen no satsujin - Fairu 3                                                                                        | 3 novembre 1997   |         |
| 26       | F10 |                   |         |
| 27       | L'omicidio commesso dal ragazzo Kindaichi - File 4 「「金田一少年の殺人」ファイル4」 - Kindaichi shōnen no satsujin - Fairu 4                                                                                        | 10 novembre 1997  |         |
| 27       | F10 |                   |         |
| 28       | Il caso dell'omicidio della nave passeggeri fantasma - File 1 「「幽霊客船殺人事件」ファイル1」 - Yūrei kyakusen satsujin jiken - Fairu 1                                                                            | 17 novembre 1997  |         |
| 28       | LN 2 |                   |         |
| 29       | Il caso dell'omicidio della nave passeggeri fantasma - 2 「「幽霊客船殺人事件」ファイル2」 - Yūrei kyakusen satsujin jiken - Fairu 2                                                                                 | 24 novembre 1997  |         |
| 29       | LN 2 |                   |         |
| 30       | Il caso dell'omicidio della nave passeggeri fantasma - 3 「「幽霊客船殺人事件」ファイル3」 - Yūrei kyakusen satsujin jiken - Fairu 3                                                                                 | 1º dicembre 1997  |         |
| 30       | LN 2 |                   |         |
| 31       | Il caso dell'omicidio della nave passeggeri fantasma - 4 「「幽霊客船殺人事件」ファイル4」 - Yūrei kyakusen satsujin jiken - Fairu 4                                                                                 | 8 dicembre 1997   |         |
| 31       | LN 2 |                   |         |
| 32       | L'intenzione omicida quindici gradi sotto il punto di congelamento 「氷点下15度の殺意」 - Hyōtenka jūgo-do no satsui                                                                                                 | 15 dicembre 1997  |         |
| 32       | SFS V1 C1-3 |                   |         |
| 33       | Il caso dell'omicidio del treno della magia nera - File 1 「「魔術列車殺人事件」ファイル1」 - Majutsu ressha satsujin jiken - Fairu 1                                                                                | 12 gennaio 1998   |         |
| 33       | F15 |                   |         |
| 34       | Il caso dell'omicidio del treno della magia nera - File 2 「「魔術列車殺人事件」ファイル2」 - Majutsu ressha satsujin jiken - Fairu 2                                                                                | 19 gennaio 1998   |         |
| 34       | F15 |                   |         |
| 35       | Il caso dell'omicidio del treno della magia nera - File 3 「「魔術列車殺人事件」ファイル3」 - Majutsu ressha satsujin jiken - Fairu 3                                                                                | 26 gennaio 1998   |         |
| 35       | F15 |                   |         |
| 36       | Il caso dell'omicidio del treno della magia nera - File 4 「「魔術列車殺人事件」ファイル4」 - Majutsu ressha satsujin jiken - Fairu 4                                                                                | 2 febbraio 1998   |         |
| 36       | F15 |                   |         |
| 37       | Il caso dell'omicidio della donna delle nevi - File 1 「「雪夜叉伝説殺人事件」ファイル1」 - Yukiyasha densetsu satsujin jiken - Fairu 1                                                                              | 9 febbraio 1998   |         |
| 37       | F3 |                   |         |
| 38       | Il caso dell'omicidio della donna delle nevi - File 2 「「雪夜叉伝説殺人事件」ファイル2」 - Yukiyasha densetsu satsujin jiken - Fairu 2                                                                              | 16 febbraio 1998  |         |
| 38       | F3 |                   |         |
| 39       | Il caso dell'omicidio della donna delle nevi - File 3 「「雪夜叉伝説殺人事件」ファイル3」 - Yukiyasha densetsu satsujin jiken - Fairu 3                                                                              | 23 febbraio 1998  |         |
| 39       | F3 |                   |         |
| 40       | Il caso dell'omicidio della casa di montagna dei tarocchi - File 1 「「タロット山荘殺人事件」ファイル1」 - Tarotto sansō satsujin jiken - Fairu 1                                                                    | 2 marzo 1998      |         |
| 40       | F11 |                   |         |
| 41       | Il caso dell'omicidio della casa di montagna dei tarocchi - File 2 「「タロット山荘殺人事件」ファイル2」 - Tarotto sansō satsujin jiken - Fairu 2                                                                    | 9 marzo 1998      |         |
| 41       | F11 |                   |         |
| 42       | Il caso dell'omicidio della casa di montagna dei tarocchi - File 3 「「タロット山荘殺人事件」ファイル3」 - Tarotto sansō satsujin jiken - Fairu 3                                                                    | 16 marzo 1998     |         |
| 42       | F11 |                   |         |
| 43       | Il caso dell'omicidio della farfalla nera della morte - File 1 「「黒死蝶殺人事件」ファイル1」 - Kuroshichō satsujin jiken - Fairu 1                                                                                 | 13 aprile 1998    |         |
| 43       | F16 |                   |         |
| 44       | Il caso dell'omicidio della farfalla nera della morte - File 2 「「黒死蝶殺人事件」ファイル2」 - Kuroshichō satsujin jiken - Fairu 2                                                                                 | 20 aprile 1998    |         |
| 44       | F16 |                   |         |
| 45       | Il caso dell'omicidio della farfalla nera della morte - File 3 「「黒死蝶殺人事件」ファイル3」 - Kuroshichō satsujin jiken - Fairu 3                                                                                 | 27 aprile 1998    |         |
| 45       | F16 |                   |         |
| 46       | Il caso dell'omicidio della farfalla nera della morte - File 4 「「黒死蝶殺人事件」ファイル4」 - Kuroshichō satsujin jiken - Fairu 4                                                                                 | 11 maggio 1998    |         |
| 46       | F16 |                   |         |
| 47       | Il caso dell'omicidio del rapimento di Reika Hayami - File 1 「「速水玲香誘拐殺人事件」ファイル1」 - Hayami Reika yūkai satsujin jiken - Fairu 1                                                                     | 18 maggio 1998    |         |
| 47       | F19 |                   |         |
| 48       | Il caso dell'omicidio del rapimento di Reika Hayami - File 2 「「速水玲香誘拐殺人事件」ファイル2」 - Hayami Reika yūkai satsujin jiken - Fairu 2                                                                     | 25 maggio 1998    |         |
| 48       | F19 |                   |         |
| 49       | Il caso dell'omicidio del rapimento di Reika Hayami - File 3 「「速水玲香誘拐殺人事件」ファイル3」 - Hayami Reika yūkai satsujin jiken - Fairu 3                                                                     | 1º giugno 1998    |         |
| 49       | F19 |                   |         |
| 50       | Il caso dell'omicidio del rapimento di Reika Hayami - File 4 「「速水玲香誘拐殺人事件」ファイル4」 - Hayami Reika yūkai satsujin jiken - Fairu 4                                                                     | 8 giugno 1998     |         |
| 50       | F19 |                   |         |
| 51       | Il caso dell'omicidio della moneta d'argento francese - File 1 「「仏蘭西銀貨殺人事件」ファイル1」 - Furansu ginka satsujin jiken - Fairu 1                                                                          | 15 giugno 1998    |         |
| 51       | F17 |                   |         |
| 52       | Il caso dell'omicidio della moneta d'argento francese - File 2 「「仏蘭西銀貨殺人事件」ファイル2」 - Furansu ginka satsujin jiken - Fairu 2                                                                          | 22 giugno 1998    |         |
| 52       | F17 |                   |         |
| 53       | Il caso dell'omicidio della moneta d'argento francese - File 3 「「仏蘭西銀貨殺人事件」ファイル3」 - Furansu ginka satsujin jiken - Fairu 3                                                                          | 29 giugno 1998    |         |
| 53       | F17 |                   |         |
| 54       | Il caso dell'omicidio della moneta d'argento francese - File 4 「「仏蘭西銀貨殺人事件」ファイル4」 - Furansu ginka satsujin jiken - Fairu 4                                                                          | 6 luglio 1998     |         |
| 54       | F17 |                   |         |
| 55       | Chi ha ucciso la dea? 「誰が女神を殺したか?」 - Dare ga megami o koroshita ka? | 13 luglio 1998    |         |
| 55       | SFS V1 C4-6 |                   |         |
| 56       | Il caso dell'omicidio delle rovine del diavolo - File 1 「「魔神遺跡殺人事件」ファイル1」 - Majin iseki satsujin jiken - Fairu 1                                                                                     | 27 luglio 1998    |         |
| 56       | F18 |                   |         |
| 57       | Il caso dell'omicidio delle rovine del diavolo - File 2 「「魔神遺跡殺人事件」ファイル2」 - Majin iseki satsujin jiken - Fairu 2                                                                                     | 3 agosto 1998     |         |
| 57       | F18 |                   |         |
| 58       | Il caso dell'omicidio delle rovine del diavolo - File 3 「「魔神遺跡殺人事件」ファイル3」 - Majin iseki satsujin jiken - Fairu 3                                                                                     | 10 agosto 1998    |         |
| 58       | F18 |                   |         |
| 59       | Il caso dell'omicidio delle rovine del diavolo - File 4 「「魔神遺跡殺人事件」ファイル4」 - Majin iseki satsujin jiken - Fairu 4                                                                                     | 17 agosto 1998    |         |
| 59       | F18 |                   |         |
| 60       | Il caso dell'omicidio dell'Isola dei Cimiteri - File 1 「「墓場島殺人事件」ファイル1」 - Hakabajima satsujin jiken - Fairu 1                                                                                         | 24 agosto 1998    |         |
| 60       | F14 |                   |         |
| 61       | Il caso dell'omicidio dell'Isola dei Cimiteri - File 2 「「墓場島殺人事件」ファイル2」 - Hakabajima satsujin jiken - Fairu 2                                                                                         | 31 agosto 1998    |         |
| 61       | F14 |                   |         |
| 62       | Il caso dell'omicidio dell'Isola dei Cimiteri - File 3 「「墓場島殺人事件」ファイル3」 - Hakabajima satsujin jiken - Fairu 3                                                                                         | 7 settembre 1998  |         |
| 62       | F14 |                   |         |
| 63       | Le magnifiche deduzioni del commissario Akechi 「明智警視の華麗なる推理」 - Akechi keishi no karei naru suiri | 14 settembre 1998 |         |
| 63       | AFS-K F1 |                   |         |
| 64       | Il caso dell'omicidio dell'Isola del Fuoco Fantasma - File 1 「「鬼火島殺人事件」ファイル1」 - Onibijima satsujin jiken - Fairu 1                                                                                    | 12 ottobre 1998   |         |
| 64       | LN 4 |                   |         |
| 65       | Il caso dell'omicidio dell'Isola del Fuoco Fantasma - File 2 「「鬼火島殺人事件」ファイル2」 - Onibijima satsujin jiken - Fairu 2                                                                                    | 19 ottobre 1998   |         |
| 65       | LN 4 |                   |         |
| 66       | Il caso dell'omicidio dell'Isola del Fuoco Fantasma - File 3 「「鬼火島殺人事件」ファイル3」 - Onibijima satsujin jiken - Fairu 3                                                                                    | 26 ottobre 1998   |         |
| 66       | LN 4 |                   |         |
| 67       | Il caso dell'omicidio dell'Isola del Fuoco Fantasma - File 4 「「鬼火島殺人事件」ファイル4」 - Onibijima satsujin jiken - Fairu 4                                                                                    | 2 novembre 1998   |         |
| 67       | LN 4 |                   |         |
| 68       | Il segreto dell'ispettore Kenmochi - File 1 「「剣持警部の秘密」ファイル1」 - Kenmochi keibu no himitsu - Fairu 1 | 9 novembre 1998   |         |
| 68       | SFS V2 C1-2 |                   |         |
| 69       | Il segreto dell'ispettore Kenmochi - File 2 「「剣持警部の秘密」ファイル2」 - Kenmochi keibu no himitsu - Fairu 2 | 16 novembre 1998  |         |
| 69       | LN - Storia breve Kyōhansha X |                   |         |
| 70       | Il caso dell'omicidio dell'hotel Casa dello Straniero - File 1 「「異人館ホテル殺人事件」ファイル1」 - Ijinkan hoteru satsujin jiken - Fairu 1                                                                       | 23 novembre 1998  |         |
| 70       | F7 |                   |         |
| 71       | Il caso dell'omicidio dell'hotel Casa dello Straniero - File 2 「「異人館ホテル殺人事件」ファイル2」 - Ijinkan hoteru satsujin jiken - Fairu 2                                                                       | 30 novembre 1998  |         |
| 71       | F7 |                   |         |
| 72       | Il caso dell'omicidio dell'hotel Casa dello Straniero - File 3 「「異人館ホテル殺人事件」ファイル3」 - Ijinkan hoteru satsujin jiken - Fairu 3                                                                       | 7 dicembre 1998   |         |
| 72       | F7 |                   |         |
| 73       | Il caso dell'omicidio dell'hotel Casa dello Straniero - File 4 「「異人館ホテル殺人事件」ファイル4」 - Ijinkan hoteru satsujin jiken - Fairu 4                                                                       | 14 dicembre 1998  |         |
| 73       | F7 |                   |         |
| 74       | Il caso dell'omicidio della casa di montagna con cervello elettronico - File 1 「「電脳山荘殺人事件」ファイル1」 - Dennō sansō satsujin jiken - Fairu 1                                                              | 11 gennaio 1999   |         |
| 74       | LN 3 |                   |         |
| 75       | Il caso dell'omicidio della casa di montagna con cervello elettronico - File 2 「「電脳山荘殺人事件」ファイル2」 - Dennō sansō satsujin jiken - Fairu 2                                                              | 18 gennaio 1999   |         |
| 75       | LN 3 |                   |         |
| 76       | Il caso dell'omicidio della casa di montagna con cervello elettronico - File 3 「「電脳山荘殺人事件」ファイル3」 - Dennō sansō satsujin jiken - Fairu 3                                                              | 25 gennaio 1999   |         |
| 76       | LN 3 |                   |         |
| 77       | Il caso dell'omicidio della casa di montagna con cervello elettronico - File 4 「「電脳山荘殺人事件」ファイル4」 - Dennō sansō satsujin jiken - Fairu 4                                                              | 1º febbraio 1999  |         |
| 77       | LN 3 |                   |         |
| 78       | L'omicidio di San Valentino - File 1 「「聖バレンタインの殺人」ファイル1」 - Sei Barentain no satsujin - Fairu 1 | 8 febbraio 1999   |         |
| 78       | SFS V2 C3-6 (fortemente modificato) |                   |         |
| 79       | L'omicidio di San Valentino - File 2 「「聖バレンタインの殺人」ファイル2」 - Sei Barentain no satsujin - Fairu 2 | 15 febbraio 1999  |         |
| 79       | SFS V2 C3-6 (fortemente modificato) |                   |         |
| 80       | L'omicidio di San Valentino - File 3 「「聖バレンタインの殺人」ファイル3」 - Sei Barentain no satsujin - Fairu 3 | 22 febbraio 1999  |         |
| 80       | SFS V2 C3-6 (fortemente modificato) |                   |         |
| 81       | L'adorabile attività di Fumi Kindaichi! Il caso del rapimento di Fumi 「金田一フミの可憐な活躍!「フミの誘拐事件」」 - Kindaichi Fumi no karen na katsuyaku! Fumi no yūkai jiken                                      | 1º marzo 1999     |         |
| 81       | SFS V3 C3-4 |                   |         |
| 82       | L'adorabile attività di Fumi Kindaichi! L'omicidio del labirinto degli specchi 「金田一フミの可憐な活躍!「鏡迷宮の殺人」」 - Kindaichi Fumi no karen na katsuyaku! Mirā rabirinsu no satsujin                        | 8 marzo 1999      |         |
| 82       | SFS V3 C1-2 |                   |         |
| 83       | Le magnifiche deduzioni del commissario Akechi - Seconda parte 「「明智警視の華麗なる推理」その2」 - Akechi keishi no karei naru suiri - Sono 2                                                                      | 15 marzo 1999     |         |
| 83       | AFS-K F2 |                   |         |
| 84       | L'omicidio diabolico dello schermo di proiezione - File 1 「「銀幕の殺人鬼」ファイル1」 - Ginmaku no satsujinki - Fairu 1                                                                                            | 12 aprile 1999    |         |
| 84       | F21 / C2 |                   |         |
| 85       | L'omicidio diabolico dello schermo di proiezione - File 2 「「銀幕の殺人鬼」ファイル2」 - Ginmaku no satsujinki - Fairu 2                                                                                            | 19 aprile 1999    |         |
| 85       | F21 / C2 |                   |         |
| 86       | L'omicidio diabolico dello schermo di proiezione - File 3 「「銀幕の殺人鬼」ファイル3」 - Ginmaku no satsujinki - Fairu 3                                                                                            | 26 aprile 1999    |         |
| 86       | F21 / C2 |                   |         |
| 87       | L'omicidio diabolico dello schermo di proiezione - File 4 「「銀幕の殺人鬼」ファイル4」 - Ginmaku no satsujinki - Fairu 4                                                                                            | 3 maggio 1999     |         |
| 87       | F21 / C2 |                   |         |
| 88       | La magnifica sfida del ragazzo Akechi - File 1 「「明智少年の華麗なる挑戦」ファイル1」 - Akechi shōnen no karei naru chōsen - Fairu 1                                                                                | 10 maggio 1999    |         |
| 88       | AFS-S F1 |                   |         |
| 89       | La magnifica sfida del ragazzo Akechi - File 2 「「明智少年の華麗なる挑戦」ファイル2」 - Akechi shōnen no karei naru chōsen - Fairu 2                                                                                | 17 maggio 1999    |         |
| 89       | AFS-S F1 |                   |         |
| 90       | Il caso dell'omicidio della leggenda della sirena di Shanghai - File 1 「「上海魚人伝説殺人事件」ファイル1」 - Shanhai kyojin densetsu satsujin jiken - Fairu 1                                                      | 24 maggio 1999    |         |
| 90       | LN 5 |                   |         |
| 91       | Il caso dell'omicidio della leggenda della sirena di Shanghai - File 2 「「上海魚人伝説殺人事件」ファイル2」 - Shanhai kyojin densetsu satsujin jiken - Fairu 2                                                      | 31 maggio 1999    |         |
| 91       | LN 5 |                   |         |
| 92       | Il caso dell'omicidio della leggenda della sirena di Shanghai - File 3 「「上海魚人伝説殺人事件」ファイル3」 - Shanhai kyojin densetsu satsujinjiken - Fairu 3                                                       | 7 giugno 1999     |         |
| 92       | LN 5 |                   |         |
| 93       | Il caso dell'omicidio della leggenda della sirena di Shanghai - File 4 「「上海魚人伝説殺人事件」 ファイル4」 - Shanhai kyojin densetsu satsujinjiken - Fairu 4                                                      | 21 giugno 1999    |         |
| 93       | LN 5 |                   |         |
| 94       | L'adorabile attività di Fumi Kindaichi! Il caso dell'omicidio del villaggio della pesca col cormorano 「金田一フミの可憐な活躍!「鵜飼村殺人事件」」 - Kindaichi Fumi no karen na katsuyaku! Ukai mura satsujin jiken | 28 giugno 1999    |         |
| 94       | SFS V4 C1-2 |                   |         |
| 95       | Il caso dell'omicidio della leggenda del tesoro di Amakusa - File 1 「「天草財宝伝説殺人事件」ファイル1」 - Amakusa zaihō densetsu satsujin jiken - Fairu 1                                                          | 5 luglio 1999     |         |
| 95       | F22 / C3 |                   |         |
| 96       | Il caso dell'omicidio della leggenda del tesoro di Amakusa - File 2 「「天草財宝伝説殺人事件」ファイル2」 - Amakusa zaihō densetsu satsujin jiken - Fairu 2                                                          | 12 luglio 1999    |         |
| 96       | F22 / C3 |                   |         |
| 97       | Il caso dell'omicidio della leggenda del tesoro di Amakusa - File 3 「「天草財宝伝説殺人事件」ファイル3」 - Amakusa zaihō densetsu satsujin jiken - Fairu 3                                                          | 19 luglio 1999    |         |
| 97       | F22 / C3 |                   |         |
| 98       | Il caso dell'omicidio della leggenda del tesoro di Amakusa - File 4 「「天草財宝伝説殺人事件」ファイル4」 - Amakusa zaihō densetsu satsujin jiken - Fairu 4                                                          | 26 luglio 1999    |         |
| 98       | F22 / C3 |                   |         |
| 99       | Il caso dell'omicidio della leggenda del tesoro di Amakusa - File 5 「「天草財宝伝説殺人事件」ファイル5」 - Amakusa zaihō densetsu satsujin jiken - Fairu 5                                                          | 2 agosto 1999     |         |
| 99       | F22 / C3 |                   |         |
| 100      | Il caso dell'omicidio dell'incubo di mezza estate 「真夏の悪夢殺人事件」 - Manatsu no akumu satsujin jiken | 9 agosto 1999     |         |
| 100      | LN - Storia breve Kindaichi shōnen no akumu |                   |         |
| 101      | Il caso dell'omicidio del festival del fulmine - File 1 「「雷祭殺人事件」ファイル1」 - Ikazuchi matsuri satsujin jiken - Fairu 1                                                                                    | 16 agosto 1999    |         |
| 101      | LN 6 (prima storia) |                   |         |
| 102      | Il caso dell'omicidio del festival del fulmine - File 2 「「雷祭殺人事件」ファイル2」 - Ikazuchi matsuri satsujin jiken - Fairu 2                                                                                    | 23 agosto 1999    |         |
| 102      | LN 6 (prima storia) |                   |         |
| 103      | Il caso dell'omicidio del festival del fulmine - File 3 「「雷祭殺人事件」ファイル3」 - Ikazuchi matsuri satsujin jiken - Fairu 3                                                                                    | 6 settembre 1999  |         |
| 103      | LN 6 (prima storia) |                   |         |
| 104      | Il ristorante dell'intenzione omicida 「殺意のレストラン」 - Satsui no resutoran | 13 settembre 1999 |         |
| 104      | SFS V4 C7-9 |                   |         |
| 105      | L'omicidio della foresta del cane diabolico - File 1 「「魔犬の森の殺人」ファイル1」 - Maken no mori no satsujin - Fairu 1                                                                                           | 20 settembre 1999 |         |
| 105      | F20 / C1 |                   |         |
| 106      | L'omicidio della foresta del cane diabolico - File 2 「「魔犬の森の殺人」ファイル2」 - Maken no mori no satsujin - Fairu 2                                                                                           | 11 ottobre 1999   |         |
| 106      | F20 / C1 |                   |         |
| 107      | L'omicidio della foresta del cane diabolico - File 3 「「魔犬の森の殺人」ファイル3」 - Maken no mori no satsujin - Fairu 3                                                                                           | 18 ottobre 1999   |         |
| 107      | F20 / C1 |                   |         |
| 108      | L'omicidio della foresta del cane diabolico - File 4 「「魔犬の森の殺人」ファイル4」 - Maken no mori no satsujin - Fairu 4                                                                                           | 25 ottobre 1999   |         |
| 108      | F20 / C1 |                   |         |
| 109      | Il magnifico concerto del ragazzo Akechi - File 1 「「明智少年の華麗なる協奏曲」ファイル1」 - Akechi shōnen no karei naru kyōsōkyoku - Fairu 1                                                                       | 1º novembre 1999  |         |
| 109      | AFS-S F2 |                   |         |
| 110      | Il magnifico concerto del ragazzo Akechi - File 2 「「明智少年の華麗なる協奏曲」ファイル2」 - Akechi shōnen no karei naru kyōsōkyoku - Fairu 2                                                                       | 8 novembre 1999   |         |
| 110      | AFS-S F2 |                   |         |
| 111      | Caso di omicidio a Yukikagemura - File 1 「「雪影村殺人事件」ファイル1」 - Yukikagemura satsujin jiken - Fairu 1 | 15 novembre 1999  |         |
| 111      | F23 / C4 |                   |         |
| 112      | Caso di omicidio a Yukikagemura - File 2 「「雪影村殺人事件」ファイル2」 - Yukikagemura satsujin jiken - Fairu 2 | 22 novembre 1999  |         |
| 112      | F23 / C4 |                   |         |
| 113      | Caso di omicidio a Yukikagemura - File 3 「「雪影村殺人事件」ファイル3」 - Yukikagemura satsujin jiken - Fairu 3 | 29 novembre 1999  |         |
| 113      | F23 / C4 |                   |         |
| 114      | Caso di omicidio a Yukikagemura - File 4 「「雪影村殺人事件」ファイル4」 - Yukikagemura satsujin jiken - Fairu 4 | 6 dicembre 1999   |         |
| 114      | F23 / C4 |                   |         |
| 115      | L'adorabile attività di Fumi Kindaichi! Il riscatto scomparso nella neve 「金田一フミの可憐な活躍!「白銀に消えた身代金」」 - Kindaichi Fumi no karen na katsuyaku! Hakugin ni kieta minoshirokin                     | 13 dicembre 1999  |         |
| 115      | SFS V4 C3-4 |                   |         |
| 116      | Il demone che ha perso la strada 「迷い込んできた悪魔」 - Mayoikondekita demon | 20 dicembre 1999  |         |
| 116      | LN - Storia breve Mayoikondekita demon |                   |         |
| 117      | Il caso dell'omicidio della leggenda dell'oni del dolore - File 1 「「嘆きの鬼伝説殺人事件」ファイル1」 - Nageki no oni densetsu satsujin jiken - Fairu 1                                                            | 10 gennaio 2000   |         |
| 117      | Anime original |                   |         |
| 118      | Il caso dell'omicidio della leggenda dell'oni del dolore - File 2 「「嘆きの鬼伝説殺人事件」ファイル2」 - Nageki no oni densetsu satsujin jiken - Fairu 2                                                            | 17 gennaio 2000   |         |
| 118      | Anime original |                   |         |
| 119      | Il caso dell'omicidio della leggenda dell'oni del dolore - File 3 「「嘆きの鬼伝説殺人事件」ファイル3」 - Nageki no oni densetsu satsujin jiken - Fairu 3                                                            | 24 gennaio 2000   |         |
| 119      | Anime original |                   |         |
| 120      | Il magnifico kenjutsu del ragazzo Akechi - File 1 「「明智少年の華麗なる剣技」ファイル1」 - Akechi shōnen no karei naru kenjutsu - Fairu 1                                                                           | 31 gennaio 2000   |         |
| 120      | AFS-S F3 |                   |         |
| 121      | Il magnifico kenjutsu del ragazzo Akechi - File 2 「「明智少年の華麗なる剣技」ファイル2」 - Akechi shōnen no karei naru kenjutsu - Fairu 2                                                                           | 7 febbraio 2000   |         |
| 121      | AFS-S F3 |                   |         |
| 122      | Il caso dell'omicidio della scuola fantasma - File 1 「「亡霊学校殺人事件」ファイル1」 - Bōrei gakkō satsujin jiken - Fairu 1                                                                                        | 14 febbraio 2000  |         |
| 122      | SFS V5 C4-8 |                   |         |
| 123      | Il caso dell'omicidio della scuola fantasma - File 2 「「亡霊学校殺人事件」ファイル2」 - Bōrei gakkō satsujin jiken - Fairu 2                                                                                        | 21 febbraio 2000  |         |
| 123      | SFS V5 C4-8 |                   |         |
| 124      | Il caso dell'omicidio della scuola fantasma - File 3 「「亡霊学校殺人事件」ファイル3」 - Bōrei gakkō satsujin jiken - Fairu 3                                                                                        | 28 febbraio 2000  |         |
| 124      | SFS V5 C4-8 |                   |         |
| 125      | Il mistero della scomparsa istantanea 「瞬間消失の謎」 - Shunkan shōshitsu no nazo | 6 marzo 2000      |         |
| 125      | SFS V5 C9-10 |                   |         |
| 126      | Il profondo blu del massacro - File 1 「「殺戮のディープブルー」ファイル1」 - Satsuriku no dīpuburū - Fairu 1 | 10 aprile 2000    |         |
| 126      | LN 7-8 |                   |         |
| 127      | Il profondo blu del massacro - File 2 「「殺戮のディープブルー」ファイル2」 - Satsuriku no dīpuburū - Fairu 2 | 17 aprile 2000    |         |
| 127      | LN 7-8 |                   |         |
| 128      | Il profondo blu del massacro - File 3 「「殺戮のディープブルー」ファイル3」 - Satsuriku no dīpuburū - Fairu 3 | 24 aprile 2000    |         |
| 128      | LN 7-8 |                   |         |
| 129      | Il profondo blu del massacro - File 4 「「殺戮のディープブルー」ファイル4」 - Satsuriku no dīpuburū - Fairu 4 | 1º maggio 2000    |         |
| 129      | LN 7-8 |                   |         |
| 130      | Il profondo blu del massacro - File 5 「「殺戮のディープブルー」ファイル5」 - Satsuriku no dīpuburū - Fairu 5 | 8 maggio 2000     |         |
| 130      | LN 7-8 |                   |         |
| 131      | L'alibi nel film 「フィルムの中のアリバイ」 - Firumu no naka no aribai | 15 maggio 2000    |         |
| 131      | SFS V4 C5-6 |                   |         |
| 132      | Il caso dell'omicidio della leggenda di Izumo - File 1 「「出雲神話殺人事件」ファイル1」 - Izumo shinwa satsujin jiken - Fairu 1                                                                                     | 22 maggio 2000    |         |
| 132      | Anime original |                   |         |
| 133      | Il caso dell'omicidio della leggenda di Izumo - File 2 「「出雲神話殺人事件」ファイル2」 - Izumo shinwa satsujin jiken - Fairu 2                                                                                     | 29 maggio 2000    |         |
| 133      | Anime original |                   |         |
| 134      | Il caso dell'omicidio della leggenda di Izumo - File 3 「「出雲神話殺人事件」ファイル3」 - Izumo shinwa satsujin jiken - Fairu 3                                                                                     | 5 giugno 2000     |         |
| 134      | Anime original |                   |         |
| 135      | Il caso dell'omicidio della leggenda di Izumo - File 4 「「出雲神話殺人事件」ファイル4」 - Izumo shinwa satsujin jiken - Fairu 4                                                                                     | 12 giugno 2000    |         |
| 135      | Anime original |                   |         |
| 136      | Le magnifiche deduzioni del commissario Akechi a Las Vegas - File 1 「「明智警視の華麗なる推理 in Las Vegas」ファイル1」 - Akechi keishi no karei naru suiri in Las Vegas - Fairu 1                                  | 19 giugno 2000    |         |
| 136      | AFS-K F3 |                   |         |
| 137      | Le magnifiche deduzioni del commissario Akechi a Las Vegas - File 2 「「明智警視の華麗なる推理 in Las Vegas」ファイル2」 - Akechi keishi no karei naru suiri in Las Vegas - Fairu 2                                  | 26 giugno 2000    |         |
| 137      | AFS-K F3 |                   |         |
| 138      | Cambiamento impossibile! Sospetto di omicidio su Miyuki Nanase 「逆転不可能! 七瀬美雪の殺人容疑」 - Gyakuten fukanō! Nanase Miyuki no satsujin yōgi                                                                  | 3 luglio 2000     |         |
| 138      | SFS V5 C1-3 |                   |         |
| 139      | Il caso dell'omicidio delle bambole russe - File 1 「「露西亜人形殺人事件」ファイル1」 - Roshia ningyō satsujin jiken - Fairu 1                                                                                      | 10 luglio 2000    |         |
| 139      | F24 / C5 |                   |         |
| 140      | Il caso dell'omicidio delle bambole russe - File 2 「「露西亜人形殺人事件」ファイル2」 - Roshia ningyō satsujin jiken - Fairu 2                                                                                      | 17 luglio 2000    |         |
| 140      | F24 / C5 |                   |         |
| 141      | Il caso dell'omicidio delle bambole russe - File 3 「「露西亜人形殺人事件」ファイル3」 - Roshia ningyō satsujin jiken - Fairu 3                                                                                      | 24 luglio 2000    |         |
| 141      | F24 / C5 |                   |         |
| 142      | Il caso dell'omicidio delle bambole russe - File 4 「「露西亜人形殺人事件」ファイル4」 - Roshia ningyō satsujin jiken - Fairu 4                                                                                      | 31 luglio 2000    |         |
| 142      | F24 / C5 |                   |         |
| 143      | Il caso dell'omicidio delle bambole russe - File 5 「「露西亜人形殺人事件」ファイル5」 - Roshia ningyō satsujin jiken - Fairu 5                                                                                      | 7 agosto 2000     |         |
| 143      | F24 / C5 |                   |         |
| 144      | Lettera di sfida dal ladro gentiluomo 「怪盗紳士からの挑戦状」 - Kaitō shinshi kara no chōsenjō | 14 agosto 2000    |         |
| 144      | SFS V6 C1-3 |                   |         |
| 145      | L'omicidio dello strano circo - File 1 「「怪奇サーカスの殺人」ファイル1」 - Kaiki sākasu no satsujin - Fairu 1 | 21 agosto 2000    |         |
| 145      | F25 / C6 |                   |         |
| 146      | L'omicidio dello strano circo - File 2 「「怪奇サーカスの殺人」ファイル2」 - Kaiki sākasu no satsujin - Fairu 2 | 28 agosto 2000    |         |
| 146      | F25 / C6 |                   |         |
| 147      | L'omicidio dello strano circo - File 3 「「怪奇サーカスの殺人」ファイル3」 - Kaiki sākasu no satsujin - Fairu 3 | 4 settembre 2000  |         |
| 147      | F25 / C6 |                   |         |
| 148      | L'omicidio dello strano circo - File 4 「「怪奇サーカスの殺人」ファイル4」 - Kaiki sākasu no satsujin - Fairu 4 | 11 settembre 2000 |         |
| 148      | F25 / C6 |                   |         |

## Special del 2007
| Nº | Titolo italiano (traduzione letterale) Giapponese 「Kanji」 - Rōmaji                                      | In onda          | In onda |
| Nº | Titolo italiano (traduzione letterale) Giapponese 「Kanji」 - Rōmaji                                      | Giapponese       |         |
| 1  | Teatro dell'opera - L'ultimo omicidio 「オペラ座館・最後の殺人」 - Opera za kan - Saigo no satsujin       | 12 novembre 2007 |         |
| 1  | F28 |                  |         |
| 2  | Il caso dell'omicidio della leggenda del vampiro 「吸血鬼伝説殺人事件」 - Vanpaia densetsu satsujin jiken | 19 novembre 2007 |         |
| 2  | F27 |                  |         |

## Seconda serie
| Nº | Titolo italiano (traduzione letterale) Giapponese 「Kanji」 - Rōmaji                                                                                 | In onda           | In onda |
| Nº | Titolo italiano (traduzione letterale) Giapponese 「Kanji」 - Rōmaji                                                                                 | Giapponese        |         |
| 1  | Il caso dell'omicidio del tesoro di Caolun, Hong Kong - File 1 「香港九龍財宝殺人事件 ファイル1」 - Honkon Kūron zaihō satsujin jiken - Fairu 1      | 5 aprile 2014     |         |
| 1  | F36 |                   |         |
| 2  | Il caso dell'omicidio del tesoro di Caolun, Hong Kong - File 2 「香港九龍財宝殺人事件 ファイル2」 - Honkon Kūron zaihō satsujin jiken - Fairu 2      | 12 aprile 2014    |         |
| 2  | F36 |                   |         |
| 3  | Il caso dell'omicidio del tesoro di Caolun, Hong Kong - File 3 「香港九龍財宝殺人事件 ファイル3」 - Honkon Kūron zaihō satsujin jiken - Fairu 3      | 19 aprile 2014    |         |
| 3  | F36 |                   |         |
| 4  | Il caso dell'omicidio del tesoro di Caolun, Hong Kong - File 3 「香港九龍財宝殺人事件 ファイル4」 - Honkon Kūron zaihō satsujin jiken - Fairu 3      | 26 aprile 2014    |         |
| 4  | F36 |                   |         |
| 5  | Reika Hayami e l'ospite non invitato 「速水玲香と招かれざる客」 - Hayami Reika to manekarezaru kyaku                                                 | 3 maggio 2014     |         |
| 5  | SS-B V7 |                   |         |
| 6  | Il caso di omicidio dell'alchimia - File 1 「錬金術殺人事件 ファイル1」 - Renkinjutsu satsujin jiken - Fairu 1                                       | 10 maggio 2014    |         |
| 6  | F33 |                   |         |
| 7  | Il caso di omicidio dell'alchimia - File 2 「錬金術殺人事件 ファイル2」 - Renkinjutsu satsujin jiken - Fairu 2                                       | 17 maggio 2014    |         |
| 7  | F33 |                   |         |
| 8  | Il caso di omicidio dell'alchimia - File 3 「錬金術殺人事件 ファイル3」 - Renkinjutsu satsujin jiken - Fairu 3                                       | 24 maggio 2014    |         |
| 8  | F33 |                   |         |
| 9  | Il caso di omicidio dell'alchimia - File 4 「錬金術殺人事件 ファイル4」 - Renkinjutsu satsujin jiken - Fairu 4                                       | 31 maggio 2014    |         |
| 9  | F33 |                   |         |
| 10 | Il caso dell'omicidio della scuola privata del cancello della prigione - File 1 「獄門塾殺人事件 ファイル1」 - Gokumon juku satsujin jiken - Fairu 1 | 7 giugno 2014     |         |
| 10 | F29 |                   |         |
| 11 | Il caso dell'omicidio della scuola privata del cancello della prigione - File 2 「獄門塾殺人事件 ファイル2」 - Gokumon juku satsujin jiken - Fairu 2 | 14 giugno 2014    |         |
| 11 | F29 |                   |         |
| 12 | Il caso dell'omicidio della scuola privata del cancello della prigione - File 3 「獄門塾殺人事件 ファイル3」 - Gokumon juku satsujin jiken - Fairu 3 | 21 giugno 2014    |         |
| 12 | F29 |                   |         |
| 13 | Il caso dell'omicidio della scuola privata del cancello della prigione - File 4 「獄門塾殺人事件 ファイル4」 - Gokumon juku satsujin jiken - Fairu 4 | 28 giugno 2014    |         |
| 13 | F29 |                   |         |
| 14 | Il caso dell'omicidio della scuola privata del cancello della prigione - File 5 「獄門塾殺人事件 ファイル5」 - Gokumon juku satsujin jiken - Fairu 5 | 5 luglio 2014     |         |
| 14 | F29 |                   |         |
| 15 | Omicidio a diecimila metri di altitudine - File.1 「高度一万メートルの殺人 File.1」 - Kōdo ichiman mētoru no satsujin - File.1                       | 19 luglio 2014    |         |
| 15 | SS-B V13 |                   |         |
| 16 | Omicidio a diecimila metri di altitudine - File.2 「高度一万メートルの殺人 File.2」 - Kōdo ichiman mētoru no satsujin - File.2                       | 26 luglio 2014    |         |
| 16 | SS-B V13 |                   |         |
| 17 | Il caso "misterioso" del campeggio 「キャンプ場の“怪”事件」 - Kyanpujō no "kai" jiken                                                                | 3 agosto 2014     |         |
| 17 | Shinshīrizu, vol. 11 - Secondo capitolo autonomo |                   |         |
| 18 | Lo spirito maligno della piscina per i tuffi 「飛込プールの悪霊」 - Tobikomi pūru no akuryō                                                          | 9 agosto 2014     |         |
| 18 | Shinshīrizu, vol. 11 - Primo capitolo autonomo |                   |         |
| 19 | L'omicidio dell'ispettore Kenmochi - File 1 「剣持警部の殺人 ファイル1」 - Kenmochi keibu no satsujin - Fairu 1                                      | 16 agosto 2014    |         |
| 19 | F32 |                   |         |
| 20 | L'omicidio dell'ispettore Kenmochi - File 2 「剣持警部の殺人 ファイル2」 - Kenmochi Keibu no satsujin - Fairu 2                                      | 23 agosto 2014    |         |
| 20 | F32 |                   |         |
| 21 | L'omicidio dell'ispettore Kenmochi - File 3 「剣持警部の殺人 ファイル3」 - Kenmochi keibu no satsujin - Fairu 3                                      | 30 agosto 2014    |         |
| 21 | F32 |                   |         |
| 22 | L'omicidio dell'ispettore Kenmochi - File 4 「剣持警部の殺人 ファイル4」 - Kenmochi keibu no satsujin - Fairu 4                                      | 6 settembre 2014  |         |
| 22 | F32 |                   |         |
| 23 | Il caso dell'omicidio della casa dei giochi - File.1 「ゲームの館殺人事件 File.1」 - Gēmu no yakata satsujin jiken - File.1                          | 13 settembre 2014 |         |
| 23 | F34 |                   |         |
| 24 | Il caso dell'omicidio della casa dei giochi - File.2 「ゲームの館殺人事件 File.2」 - Gēmu no yakata satsujin jiken - File.2                          | 20 settembre 2014 |         |
| 24 | F34 |                   |         |
| 25 | Il caso dell'omicidio della casa dei giochi - File.3 「ゲームの館殺人事件 File.3」 - Gēmu no yakata satsujin jiken - File.3                          | 27 settembre 2014 |         |
| 25 | F34 |                   |         |